# Łoskoń (osada leśna)
Łoskoń – osada leśna w Polsce, położona w województwie wielkopolskim, w powiecie poznańskim, w gminie Murowana Goślina.